# Анселм I (Монферат)
Анселм I (на италиански: Anselmo di Savona, Anselm) от род Алерамичи е през 967 г. маркграф на Монферат, управлява в Лигурия.
Анселм I е най-малкият син на маркграф Алерам Монфератски и първата му съпруга Аделаида.
Анселм I и брат му Ото I основават през 961 г. манастира в Грацано. През 967 г. голямата марка Алерамика се разделя. Ото I получава Монтферат, а Анселм получава Лигурия. Техният най-голям брат Вилхелм II, който е съ-маркграф с баща му, умира вероятно през 961 г.